# معماری یونان باستان

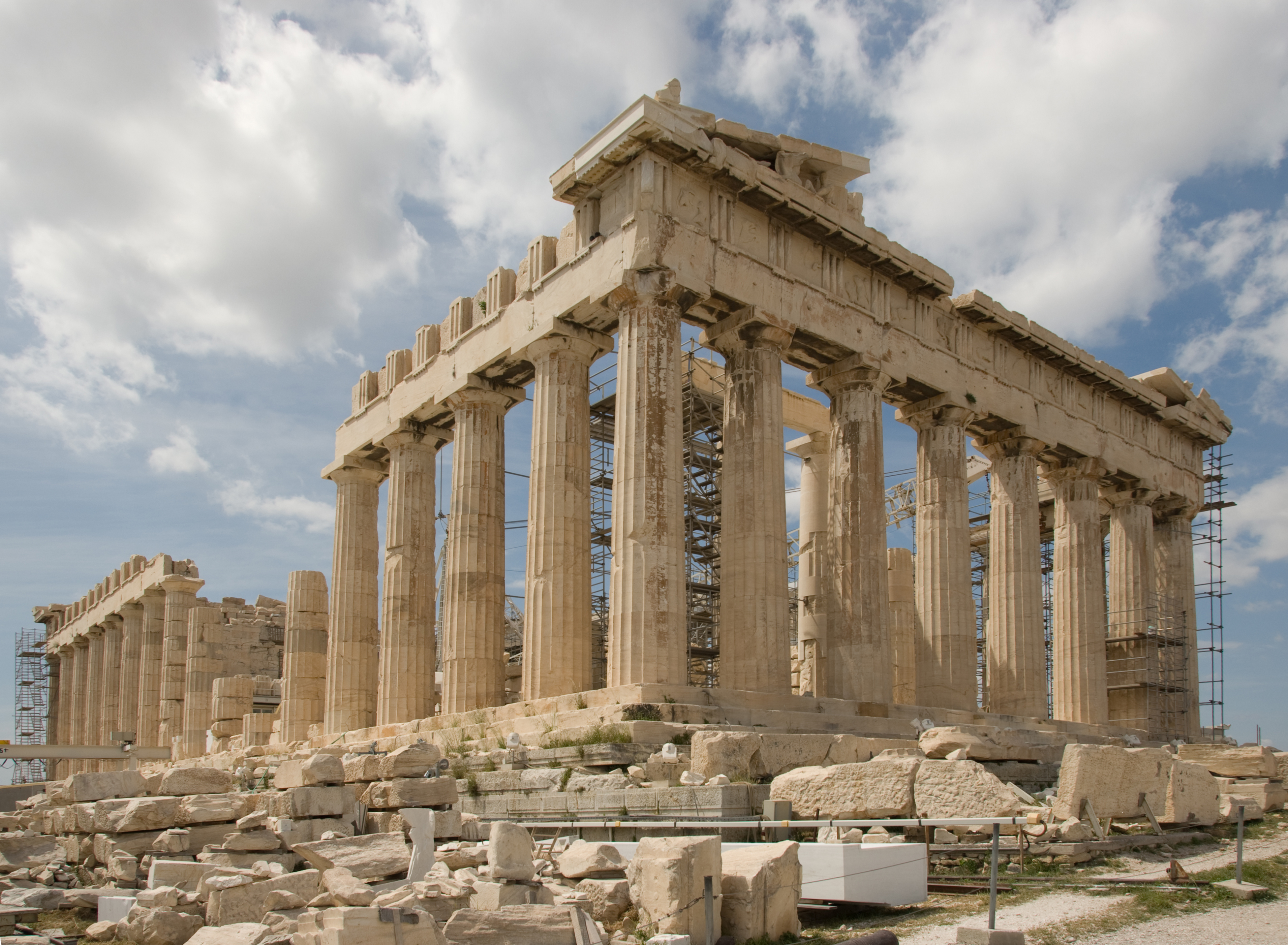
پارتِنون (به یونانی: Παρθενών) نیایشگاهی باستانی در آکروپولیس آتن

معماری یونان باستان در سرزمین اصلی یونان، جزایر اژه و در مستعمرات آناتولی و ایتالیا برای دوره‌ای از حدود سال ۹۰۰ قبل از میلاد تا قرن ۱ میلادی شکوفا شد. قدیمی‌ترین آثار معماری باقی مانده از حدود ۶۰۰ سال قبل از میلاد برجای مانده‌است.

## مذهب و معماری
نام و شهرت خدایان یونانی مذهب یونانی‌ها یک پدیده طبیعی گسترش یافته بود. خدایان یونانی‌ها شخصیت یافته یک عنصر ویژه بودند یا به عنوان قهرمان شناخته شده بودند و هر شهر یا منطقه اولویت‌ها، مراسم و سنت‌های خود را داشت. هیچ مقام کشیشی در آن دوره رایج نبود و کشیش‌ها عضای یک طبقه انتصاری نبودند ولی زندگی معمولی اجتماع را هدایت می‌کردند. اسامی خدایان اصلی یونان و آنچه بدان مشهورند به شرح زیر است:
- زئوس[الف] - عالی‌ترین خدایان و فرمانروای آسمان‌ها،خدای طوفان و صاعقه
- هرا[ب] - همسر زئوس، الهه ازدواج
- آپولو[پ] - خدای قانون و منطق، هنر و موسیقی و شعر سرایی،خدای خورشید و پزشکی،یابنده شهرها
- آتنا[ت] - الهه خرد و جنگ استراتژیک
- پوسیدون[ث] - خدای دریا و اسب ها
- دیونوسوس[ج] - خدای شراب، جشن و خوشگذرانی
- دیمیتر[چ] - الهه طبیعت، زمین و کشاورزی
- آرتمیس[ح] - الهه ماه و شکار
- هرمس[خ] - پیام‌رسان خدایان،خدای دزد ها و مسافران
- آفرودیت[د] - الهه عشق و زیبایی
- هفاستوس[ذ] - خدای آتش، شعله و خداوند جعلی صنایع دستی
- آرس[ر] - خدای جنگ
- هادس[ز] - خدای جهان زیرین

زئوس، پوسیدون و هادس به عنوان «بزرگ‌ترین سه خدا» نیز شناخته می‌شدند زیرا از همه قدرتمندتر بودند.
همچنین هراکلس یا هرکول الگو:Hercules یا  خدای قدرت و زور بازو یا خدای جمع محسوب می‌شد.

## معماری عمومی یونان
معبد رایج‌ترین و بهترین نوع شناخته شده معماری عمومی یونان است. معبد عملکرد یکسانی مانند کلیسای مدرن نداشت. زیرا منبر زیر آسمان باز در اراضی شهری یا در معبدی مقدس و قبل از معبد قرار می‌گرفت. معابد به عنوان ذخیره گنجینه‌های مربوط به آیین چند خدایی قرار می‌گرفت یا به عنوان مکان باستان بت‌ها بود ولی از زمان فیدیاس به یک کار هنری بزرگ تبدیل شد.
معبد جایی برای زاهدان خدا بود و در آنجا مجسمه‌ها، کلاه خودها و اسلحه‌ها را به عنوان صدقه رها می‌کردند. فضای داخل معبد یا سلا به عنوان جا خزینه قرار می‌گرفت و معمولاً یک ردیف دیگر از ستون داشت.
از دیگر فرم‌های به کار رفته توسط یونانی‌ها تولوس یا معبد دوار است که بهترین نمونه آن تولوس تئودوریوس در شهر دلفی است که برای پرستش آتنا (خدای فرزانگی و آموزش) اختصاص داده شده‌است؛ پروپولیا که به منزله ورودی جایگاه‌های مقدس است. (که بهترین نمونه آن پروپولیا آکروپولیس آتن است)؛ خانه‌های فواره‌ای که در آن زنان کوزه‌های خود را از یک فواره عمومی پر می‌کردند؛ و استوا که یک فضای بلند و کشیده و یک ردیف ستون در یک سمت استکه این ردیف به عنوان مغازه در مراکز تجاری شهرهای یونانی بکار گرفته می‌شد. نمونه کامل یک استوا، استوای آتولوس در آتن وجود دارد.
شهرهای یونانی با اندازه‌های قابل توجه یک ژیمناسیوم یا پالاسترا داشتند که یک مرکز اجتماعی برای شهروندان مرد بود. این فضاهای محصور شده به آسمان باز می‌شدند و فضایی برای مسابقات قهرمانی و ورزش بودند. شهرهای یونانی همچنین نیاز به یک بولتریون یا اتاق شورا بود؛ ساختمان بلند که به‌عنوان دادگاه و مکانی برای اجتماع شورای شورای شهر استفاده می‌شد، زیرا یونانی‌ها از طاق و گنبد استفاده نمی‌کردند زیرا نمی‌توانستند با این روش ساختمان‌هایی با فضاها و دهانه‌های باز بسازندو بولترین‌ها ردیف‌هایی از ستون‌های داخلی بود که سقف را نگاه می‌داشتند. هیچ نمونه‌ای از این ساختمان‌ها بر جا نمانده‌است. بالاخره، هر شهر یونانی یک (theatre) داشت که هم برای اجتماع‌های عمومی و هم اجراهای دراماتیک استفاده می‌شد. این نمایش‌ها از مراسم مذهبی ریشه می‌گرفتند و آن‌ها تا قرن ۶ ق. م مجسمه‌های کلاسیک خود را بهترین نوع فرهنگ یونانی می‌پنداشتند. تئاترها عموماً در مکان‌های تپه‌ای ساخته می‌شدند و ردیف‌های نشستن نیمه دایره به دور صحنه نمایش داشتند. پشت صحنه نمایش یک ساختمان کوتاه وجود داشت که به عنوان فضای ذخیره و فضای لباس پوشیدن و فضایی برای پشت صحنه‌سازی صحنه نمایش بود. تعدادی از تئاترهای یونانی تقریباً سالم مانده‌اند و مشهورترین آن تئاتر اپیداروس نام دارد.

## نگارخانه

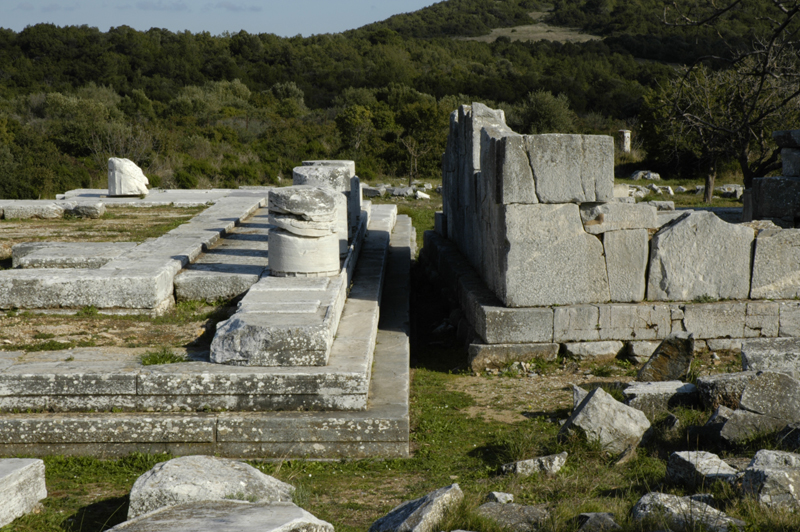
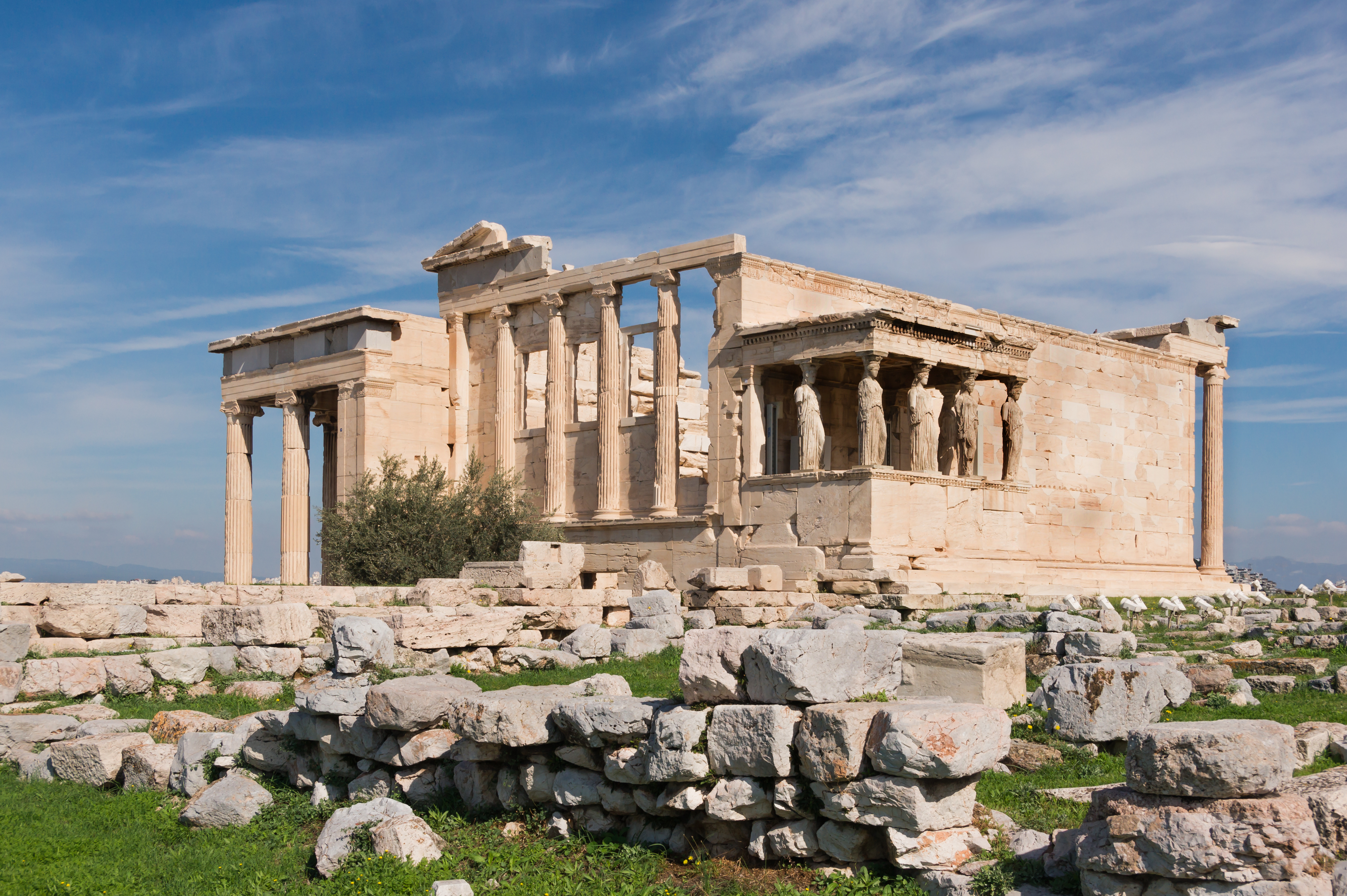
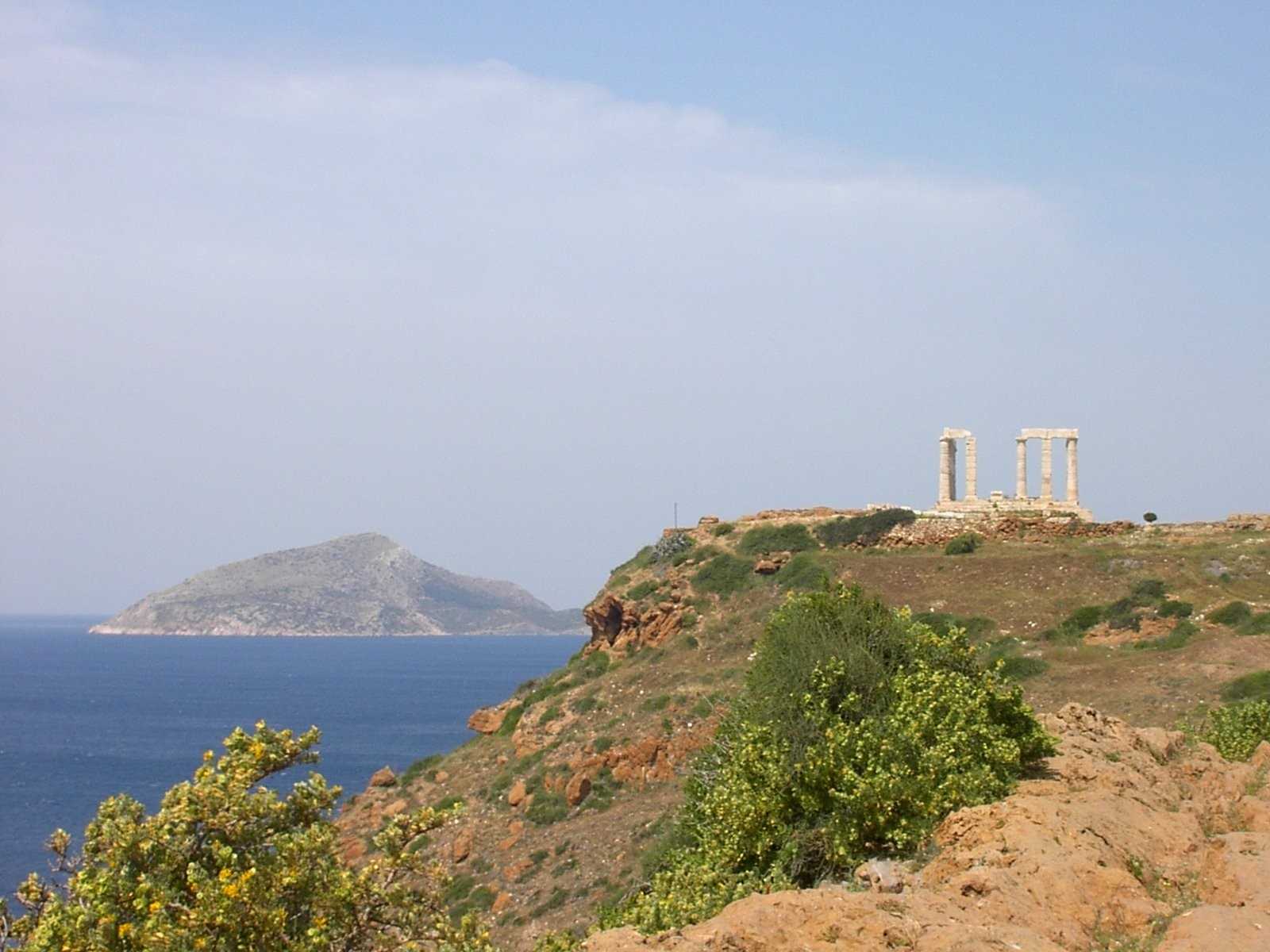
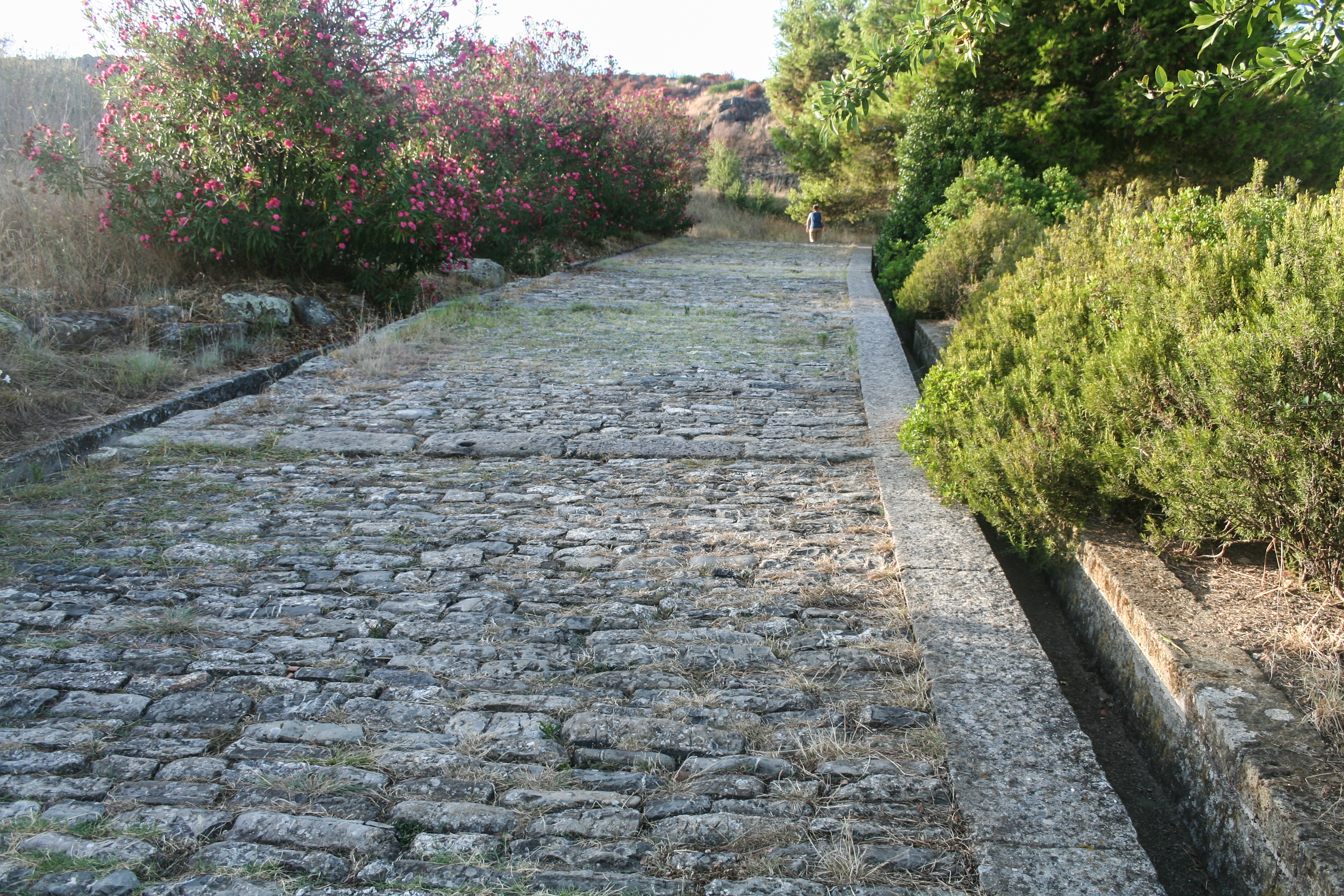
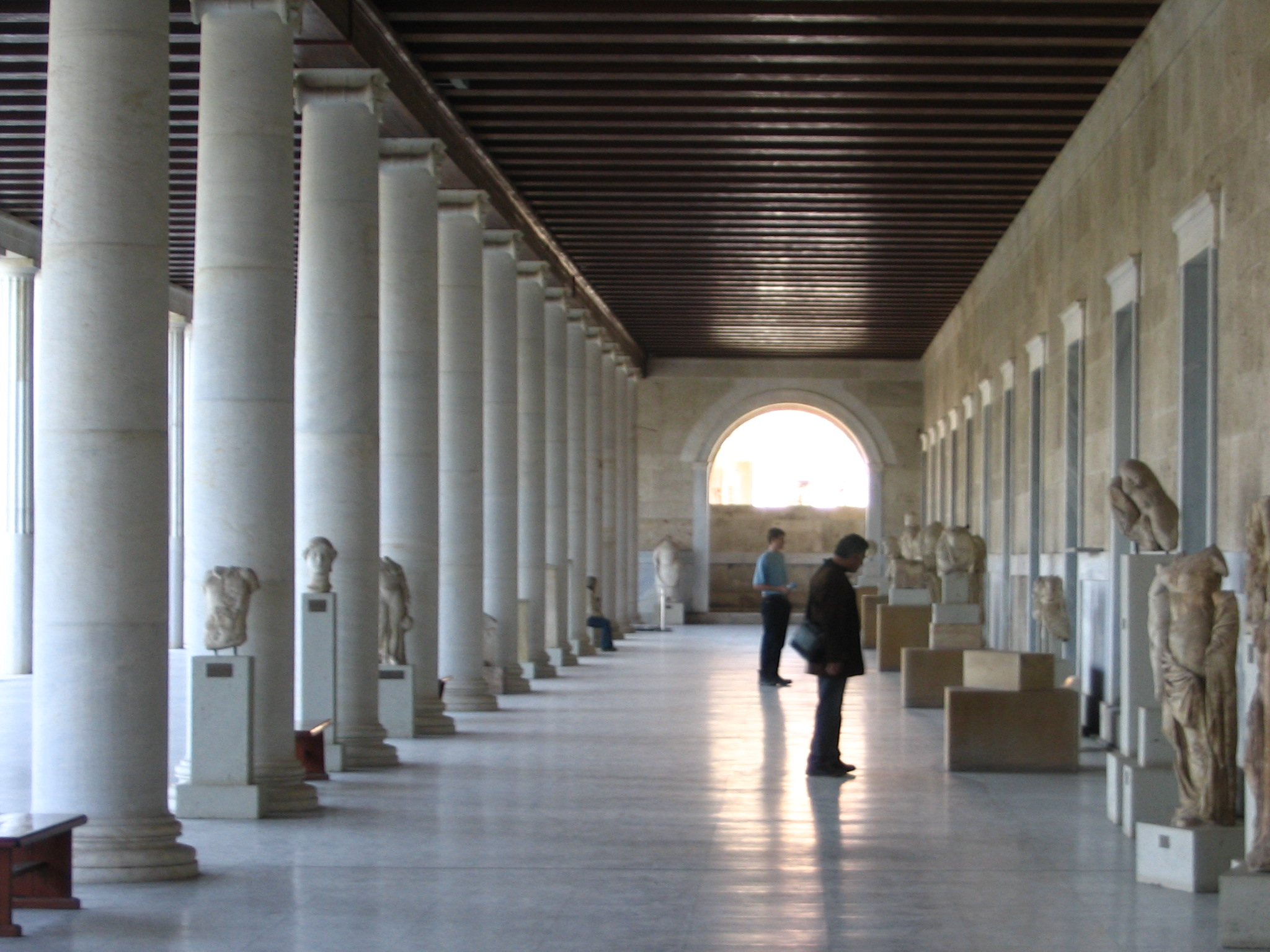
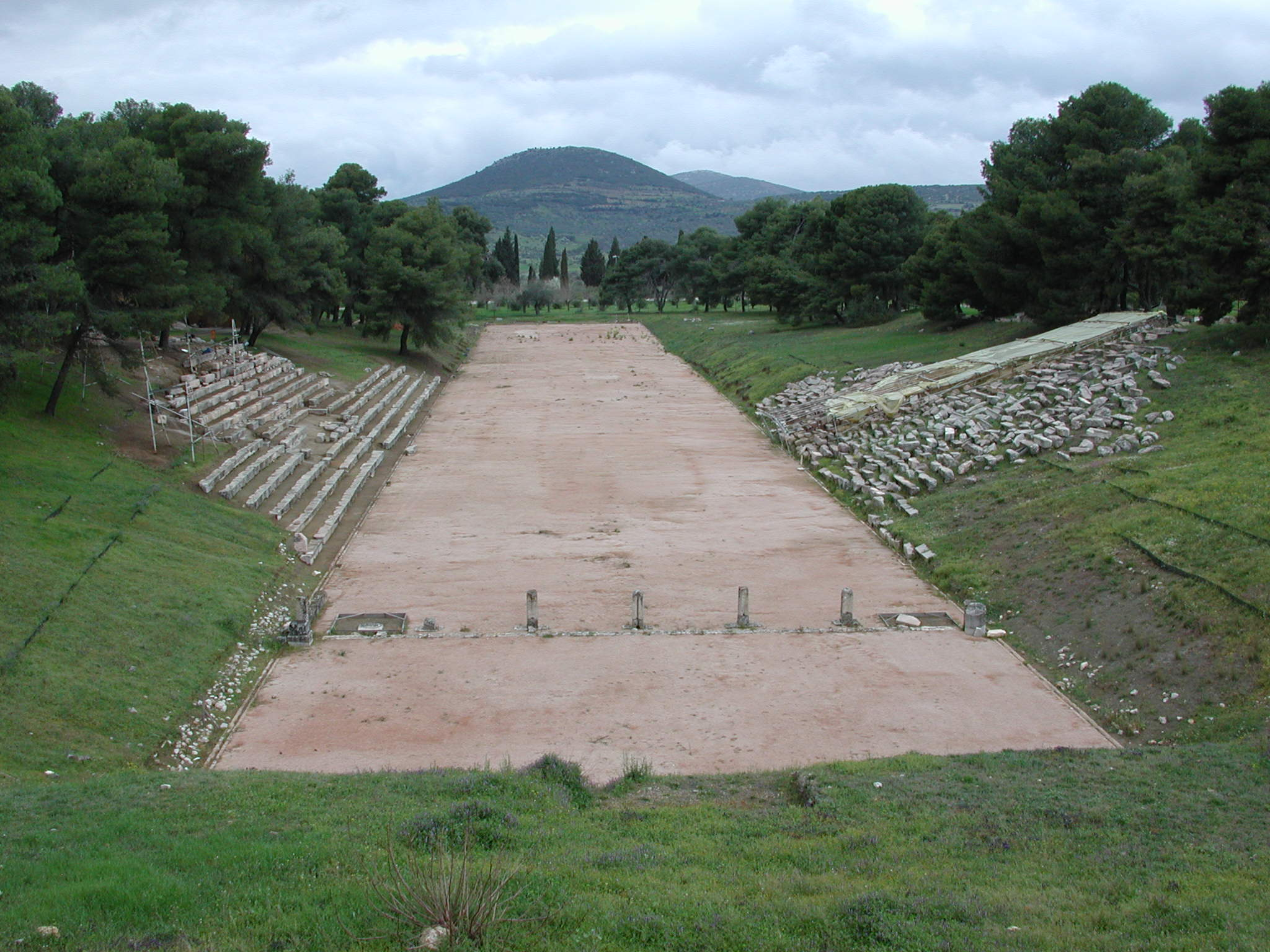
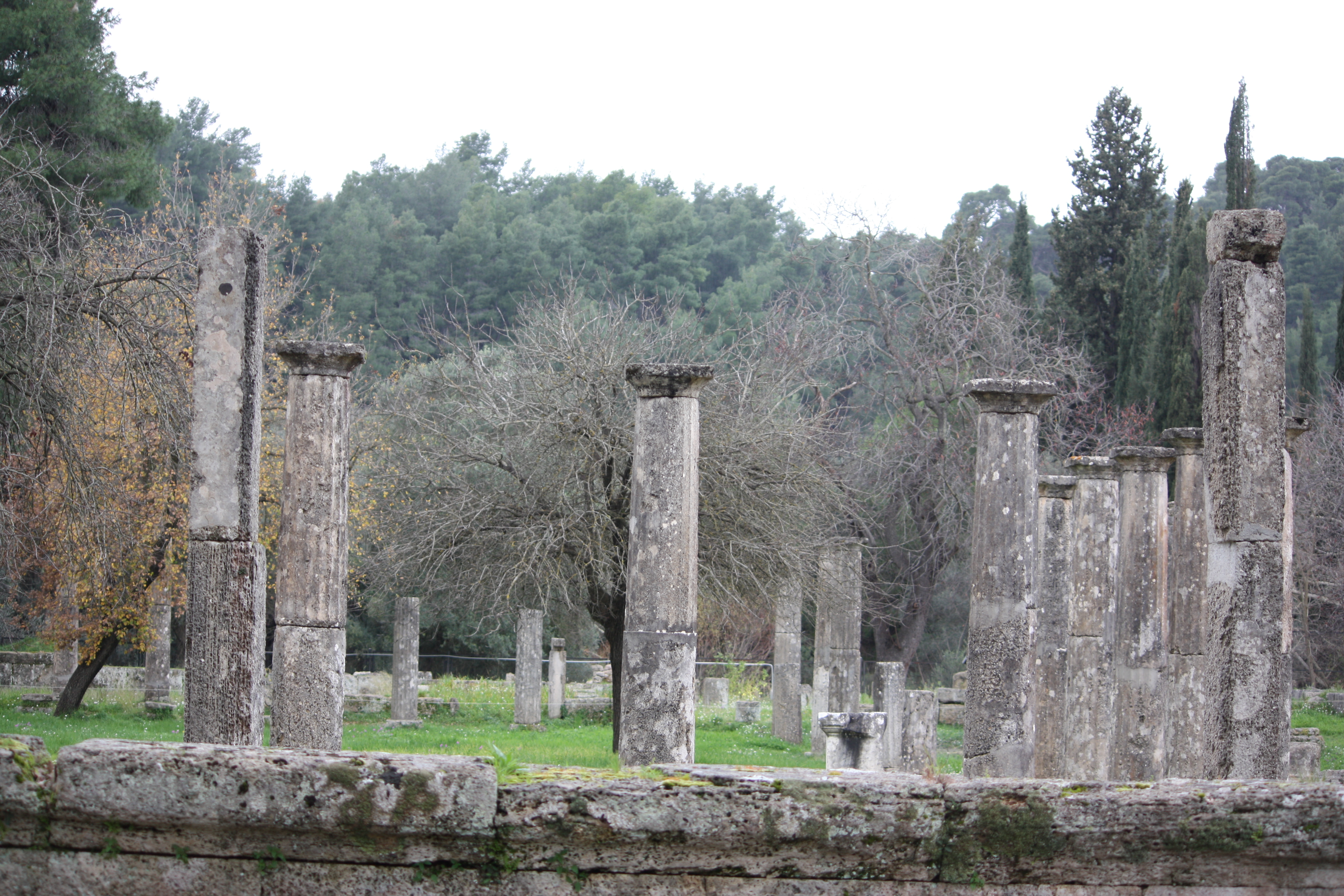
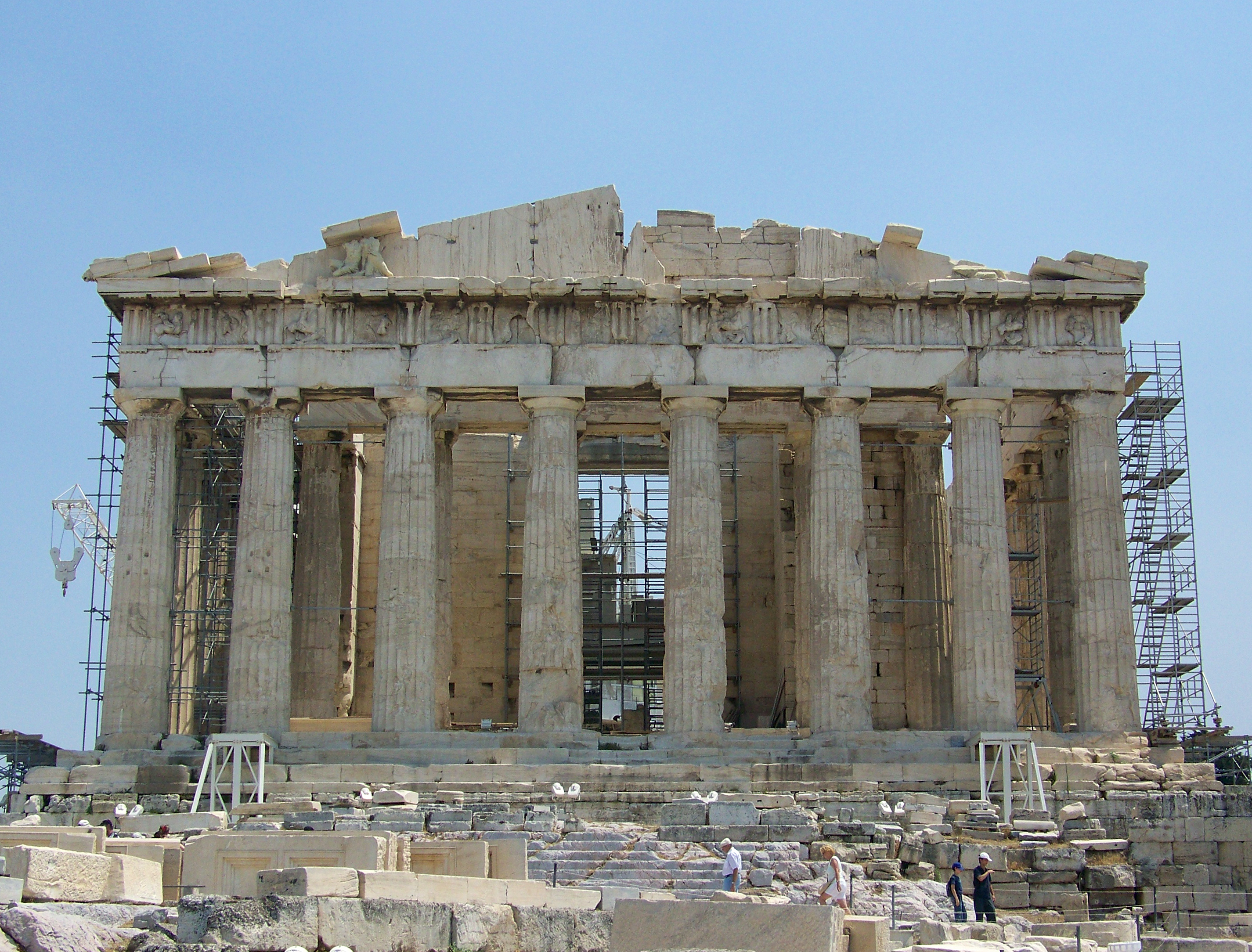
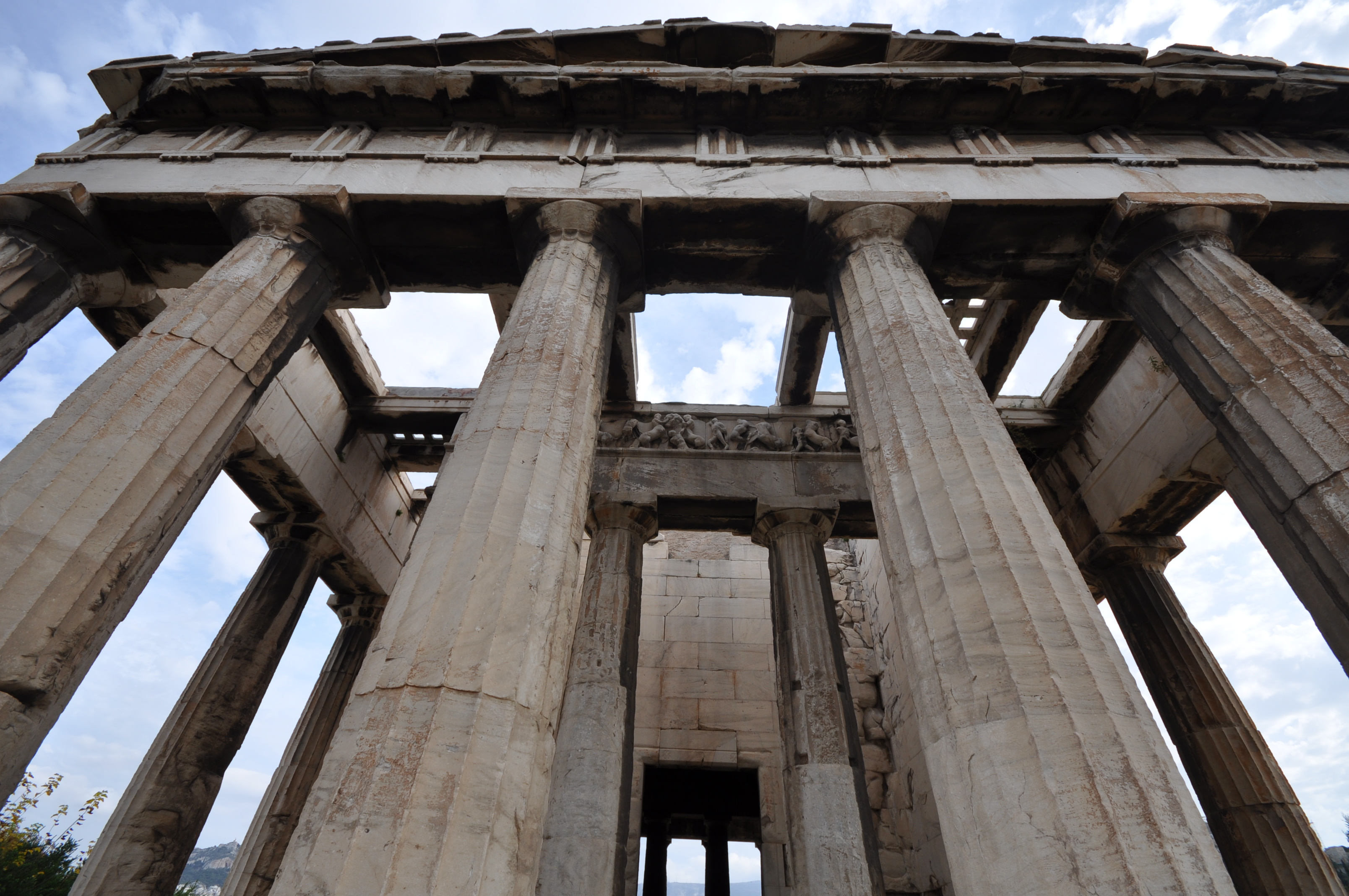
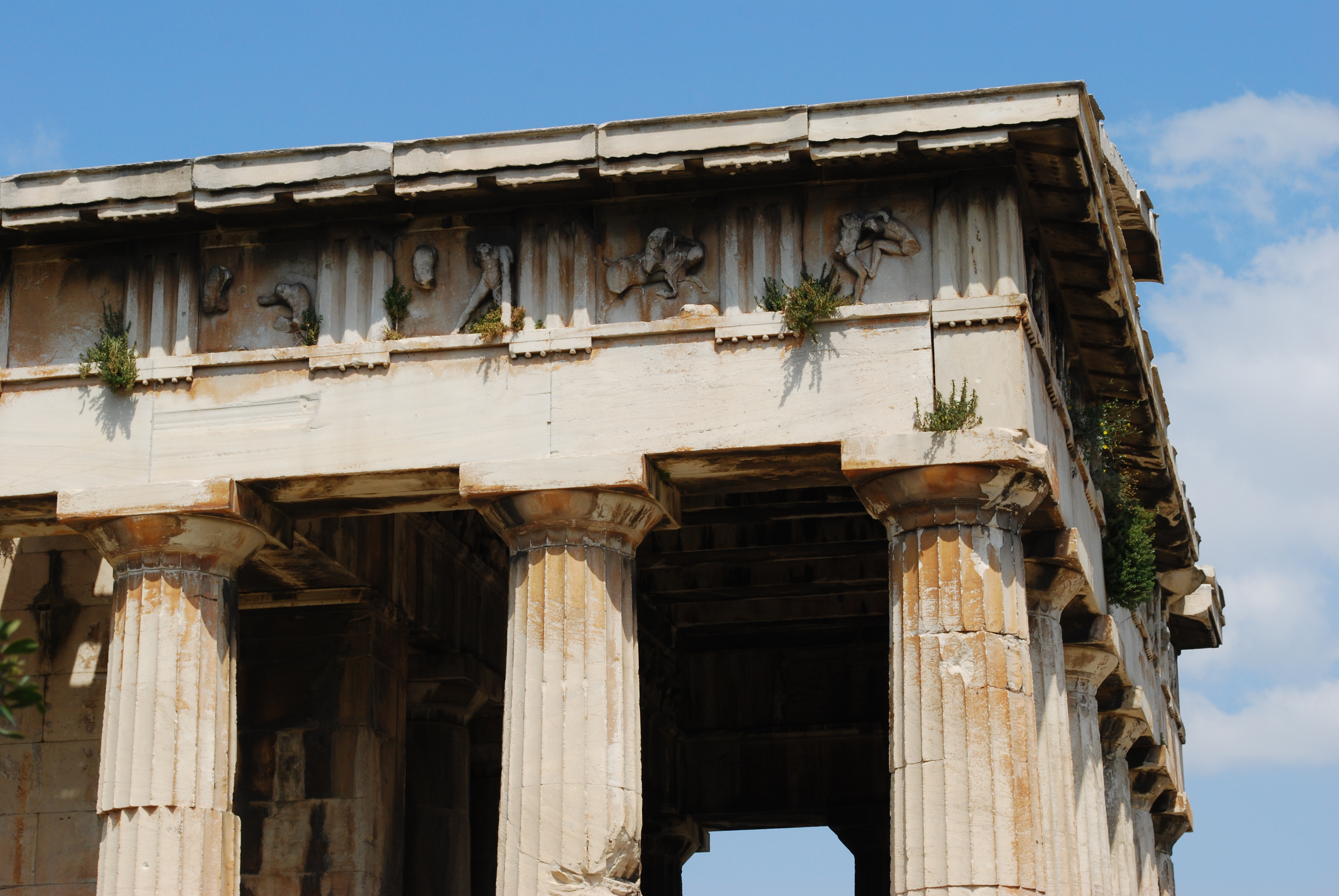
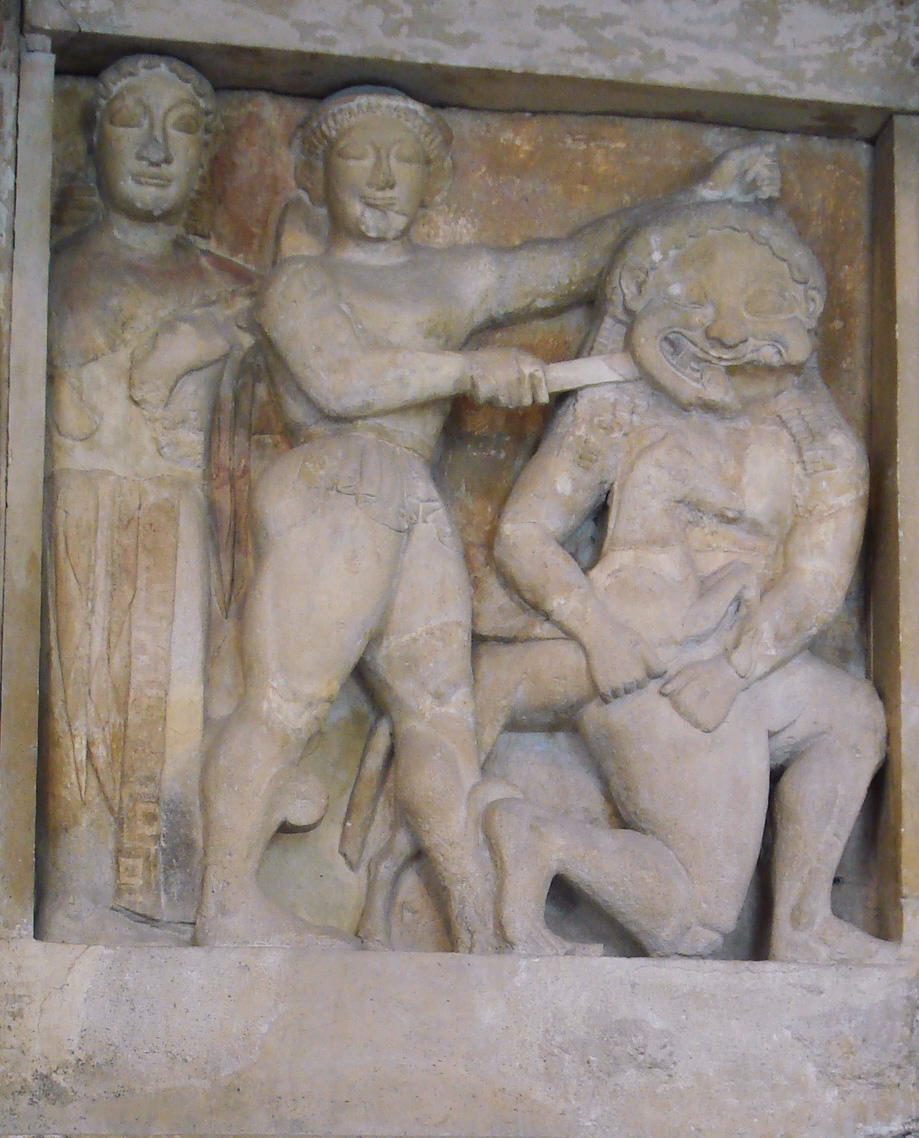
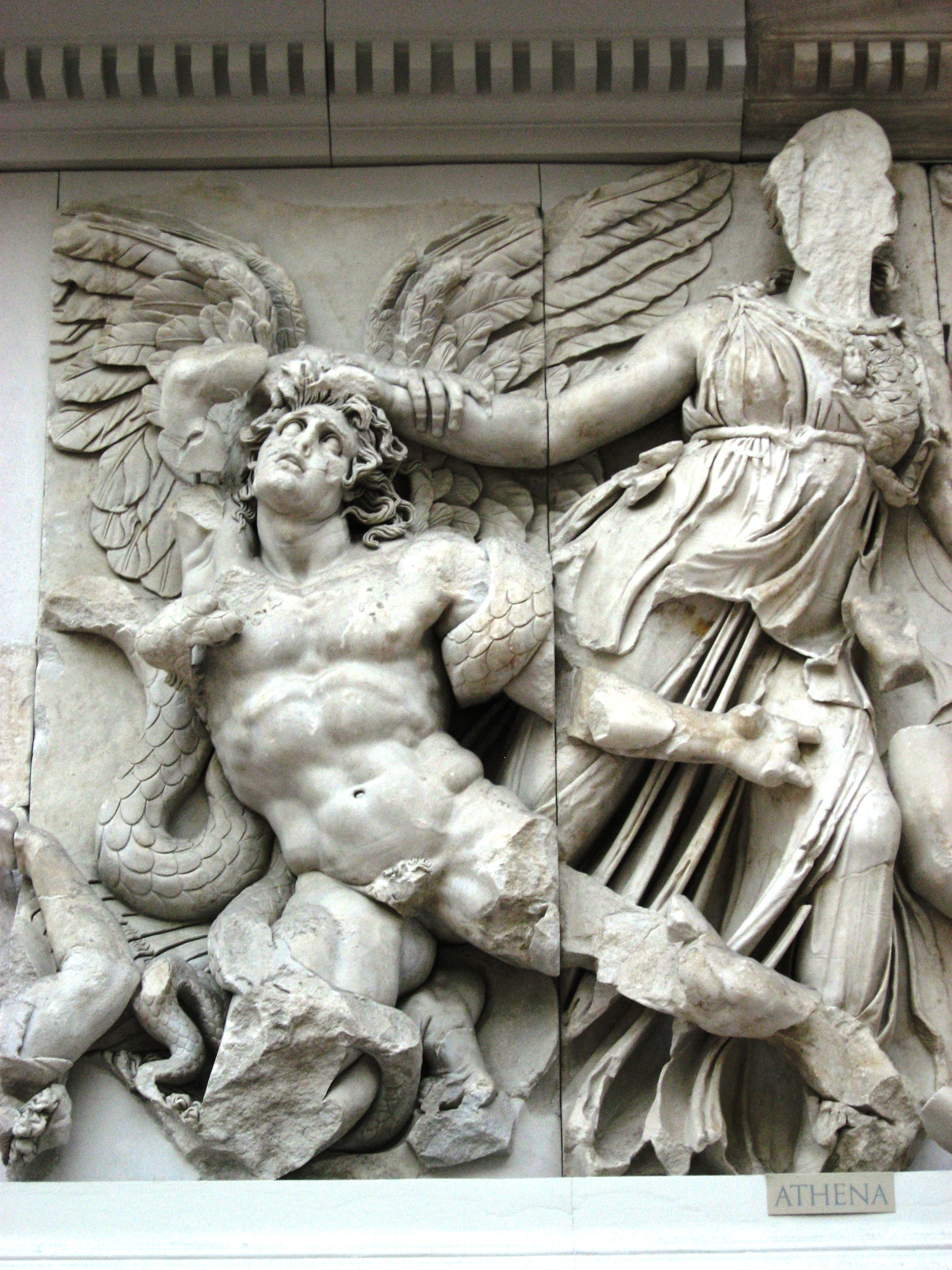
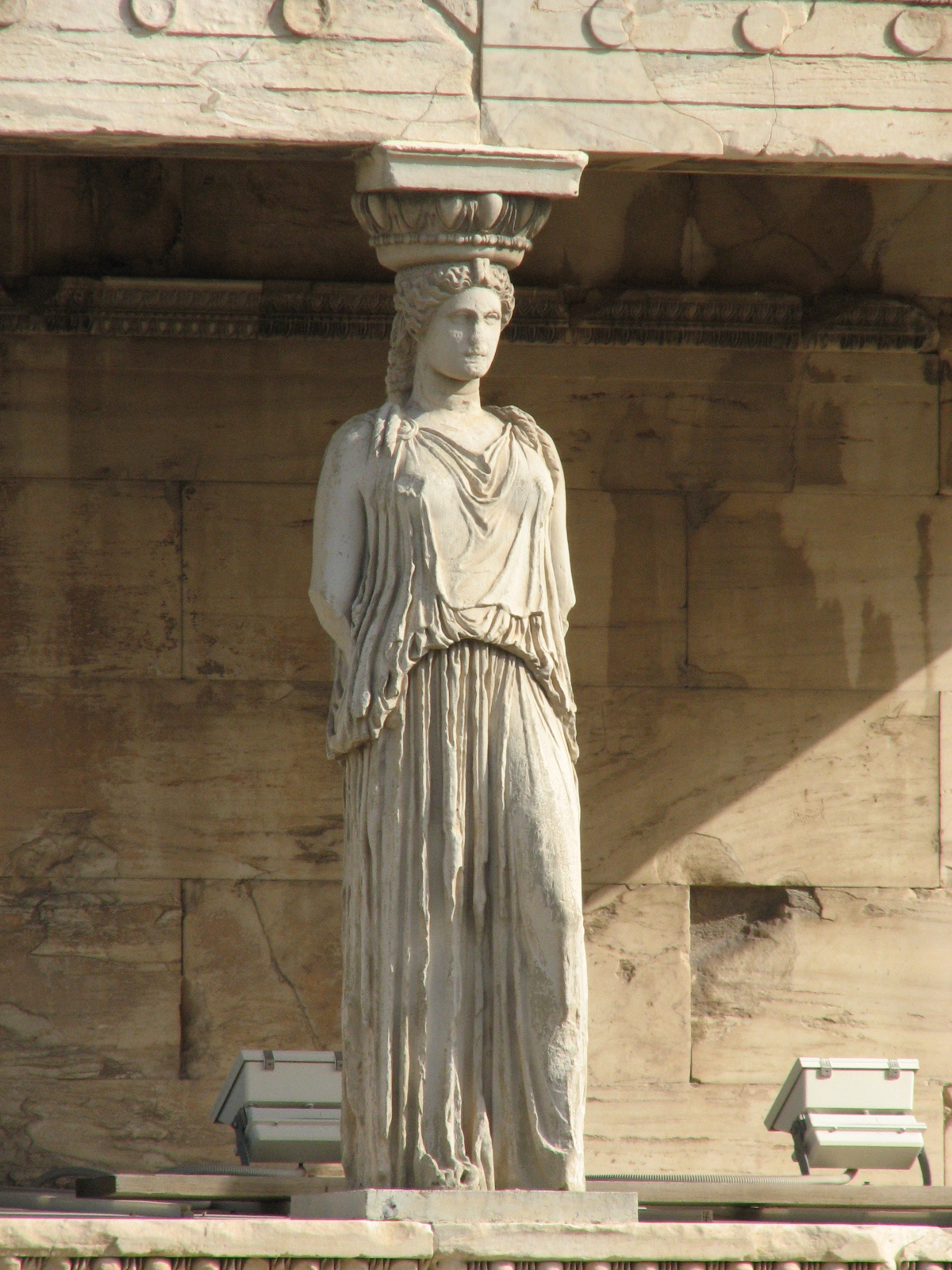
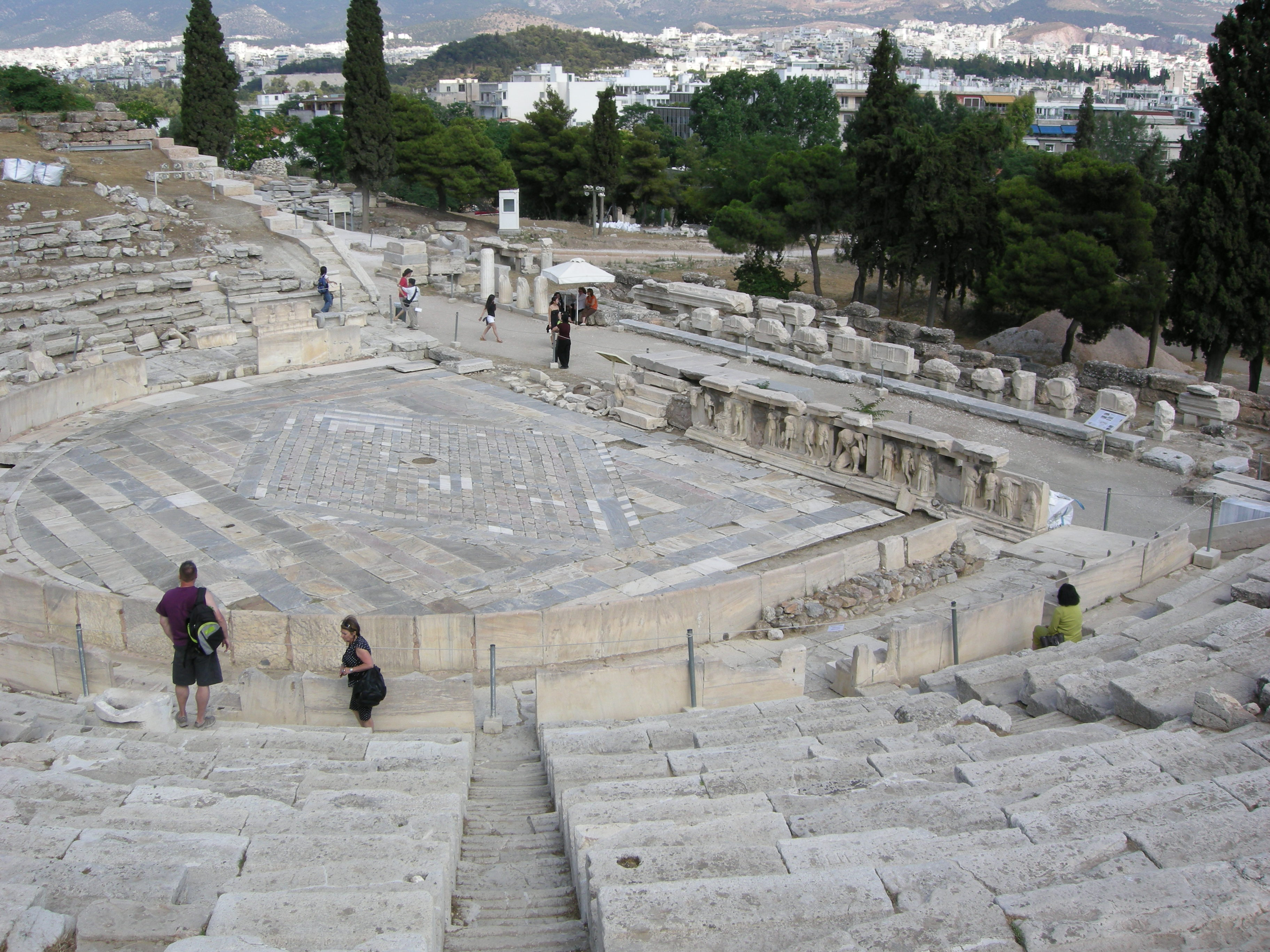
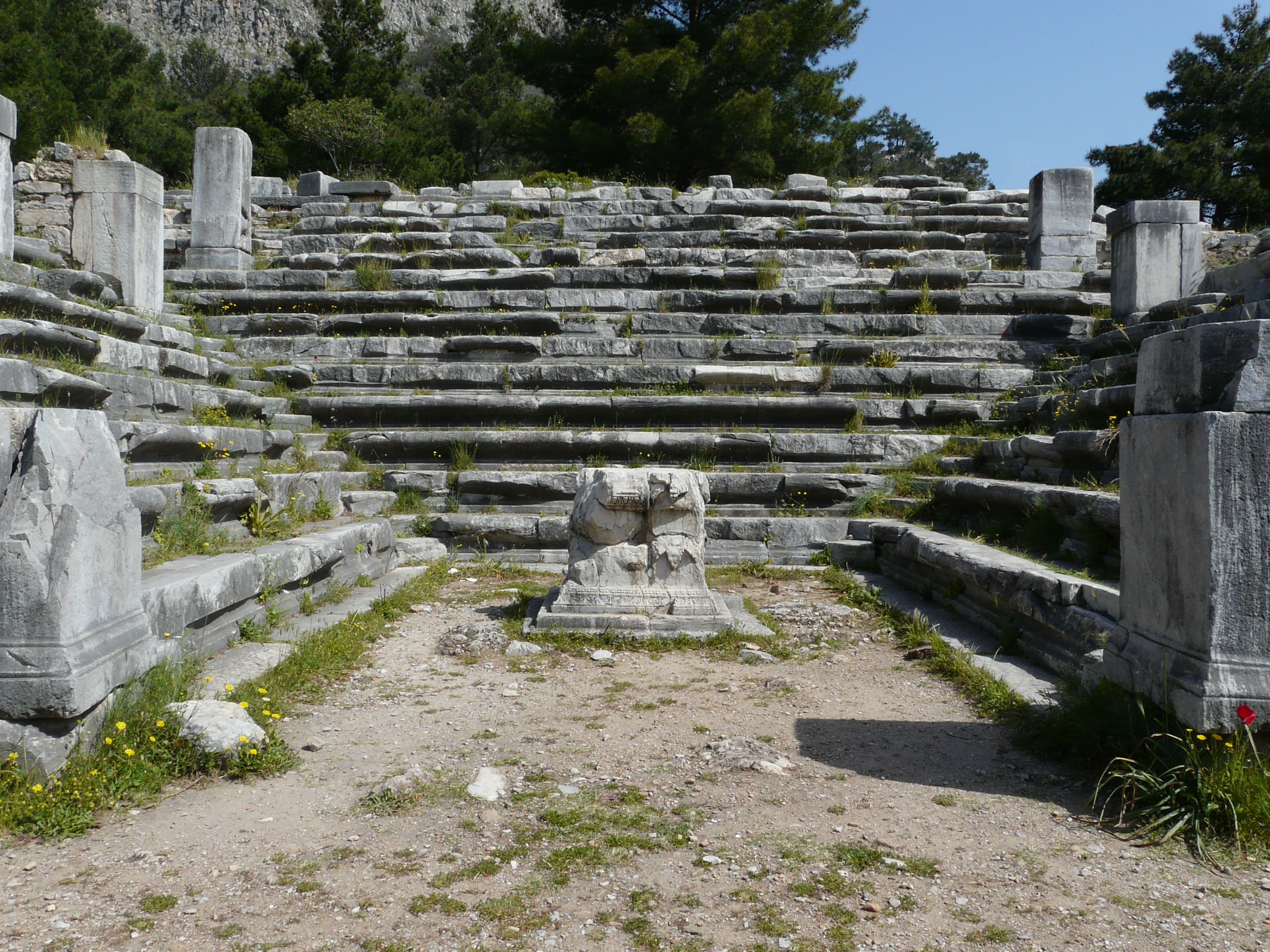
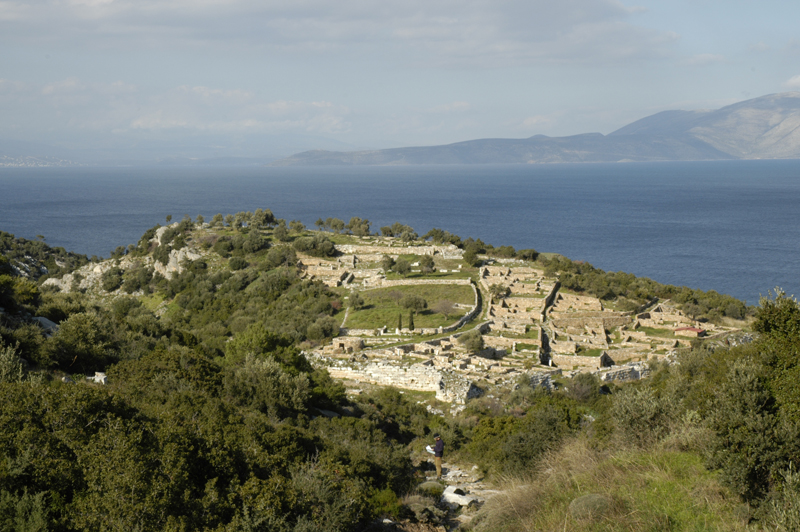
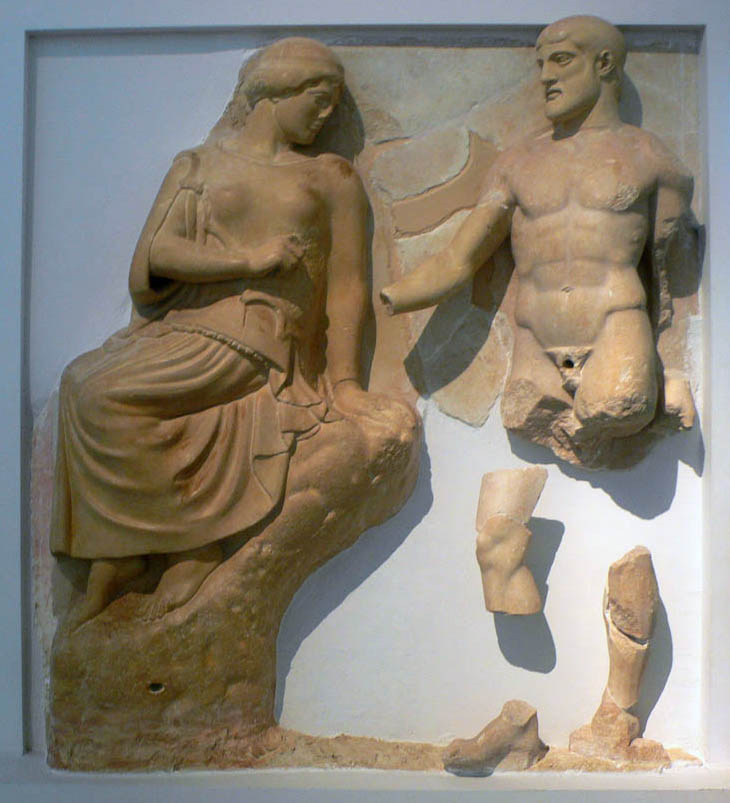
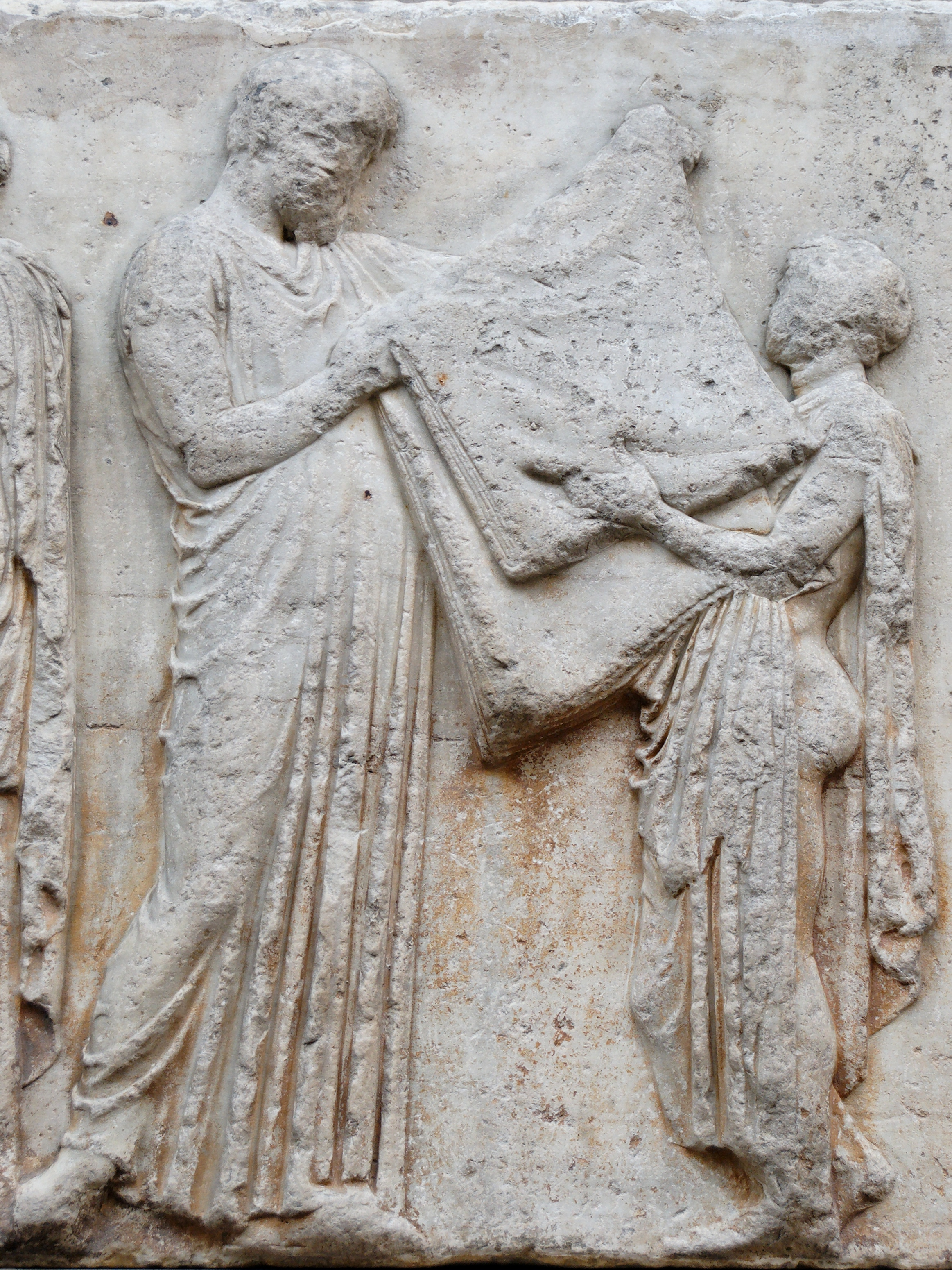

## دوره های تاریخی هنر و معماری یونان
- دوره یونان کهن (آرکائیک)
- دوره یونان کلاسیک
- دوره عصر هلنیستی